# 初代忠行
初代 忠行（しょだい ただゆき）は、日本の武士・刀工。江戸時代初期に肥前佐嘉（佐賀）を中心に活躍した新刀鍛冶として知られる。父は近江大掾忠広で、初代忠吉の孫といわれる。号は忠行であり、本家の忠吉家と同じ本藩の長瀬町に居住しつつも、小城藩の藩工（歩行）として仕えた。代々橋本和助と名乗り、8代まで続いた。6代目忠行は、佐賀藩御鋳立方の七賢人で知られる8代目忠吉の後見役を勤めた。また、8代目忠行は主任である佐野常民の下、同藩の精煉方において三重津海軍所で凌風丸の建造などに携わった。

## 墓地
長安寺（浄土真宗本願寺派）